# Mount Achernar
Mount Achernar är ett berg i Antarktis. Det ligger i Östantarktis. Nya Zeeland gör anspråk på området. Toppen på Mount Achernar är 2 555 meter över havet.
Terrängen runt Mount Achernar är platt norrut, men söderut är den kuperad. Mount Achernar är den högsta punkten i trakten. Trakten är obefolkad. Det finns inga samhällen i närheten.